# Еремеев, Владимир Вениаминович
Владимир Вениаминович Еремеев (чув. Владимир Вениаминович Еремеев; 25 сентября 1963, Нижнеаверкино, Похвистневский район, Куйбышевская область, РСФСР, СССР — 6 марта 2018, Хмеймим, Латакия, Сирия) — российский военный деятель, генерал-майор (2016). Погиб в авиакатастрофе во время военной операции России в Сирии.

## Биография

### Молодые годы
Владимир Вениаминович Еремеев родился 25 сентября 1963 года в Нижнеаверкино Похвистневского района Куйбышевской области (по другим данным — в 1964 году). Это исконно чувашское село, а Еремеев сам по национальности — чуваш.
Родители — Раиса Афанасьевна (в девичестве — Сорочайкина; 1940—2017) и Вениамин Сергеевич Еремеевы (1935—1963). Мать работала в колхозе и школе, а отец был водителем и погиб, спасая людей в половодье на реке Большой Кинель, за несколько месяцев до рождения Владимира, 20 апреля 1963 года. Воспитывался матерью и дядей. Летом работал в колхозе и помогал в огороде. С детства мечтал стать военным.

### Военная служба

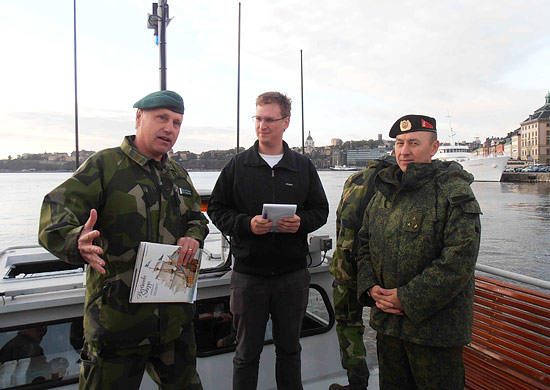
Полковник Еремеев (справа) в составе российской делегации в 1-м амфибийном полку ВМС Швеции в Берге, 2011 год

В 1979 году окончил Нижнеаверкинскую восьмилетнюю школу, в 1981 году — Свердловское суворовское военное училище, в 1986 году — Челябинское высшее танковое командное училище. После получения военного образования служил в Чехословакии, начинал с должности командира взвода в Центральной группе войск.
В начале 1990-х годов вернулся в Россию и переехал в Москву, некоторое время подрабатывая в охранном агентстве. Продолжил службу в Калининграде, где занимал должность командира полка морской пехоты, и дослужился до поста начальника штаба береговых войск Балтийского флота.
В 2012—2014 годах был командиром 27-й отдельной гвардейской мотострелковой Севастопольской Краснознаменной бригады. Во время командования Еремеева бригадой с местом дислокации в посёлке Мосрентген тот стал частью Москвы в рамках её административного расширения. В 2012 году во главе колонны 27-й бригады принял участие в Параде Победы в Москве.
В 2016 году окончил Академию Генерального штаба Вооружённых сил Российской Федерации, а также Военную академию бронетанковых войск. 12 декабря того же года получил воинское звание генерал-майора. На своей последней должности заместителя начальника Главного управления контрольной надзорной деятельности министерства обороны России проработал четыре года.
В 2017 году был направлен в военную командировку в Сирию и принял участие в российской военной операции.

### Гибель
6 марта 2018 года военный самолёт Ан-26, вылетевший из аэропорта Квайрес в пригороде Алеппо, разбился при заходе на посадку на авиабазе Хмеймим, в результате чего погибло 39 российских военнослужащих. Находившийся на борту Еремеев был самым старшим по воинскому званию среди погибших. Ему было 53 года. Из Хмеймима Еремеев хотел улететь в Москву, а затем на малую родину — навестить могилу матери, умершей во время его пребывания в командировке.
Еремеев стал вторым генералом, погибшим в Сирии, после Валерия Асапова. 10 марта в обстановке секретности был похоронен с воинскими почестями вместе с другими жертвами авиакатастрофы на Федеральном военном мемориальном кладбище в Москве. Был посмертно награждён орденом Мужества «за выполнение правительственных задач в Сирии».  По неофициальным данным, также был посмертно удостоен звания «Герой Российской Федерации».
Свои соболезнования родным и близким погибших выразил президент России Владимир Путин, по факту катастрофы было возбуждено уголовное дело, однако выводы расследования остаются неизвестными и спустя несколько лет.

## Память
В 2018 году именем Еремеева была названа школа в его родном селе Нижнеаверкино, а на здании установлена мемориальная доска. В 2019 году там прошли «Аверкинско-ибряйкинские краеведческие чтения», посвящённые памяти Еремеева и ставшие праздником чувашской национальной культуры.

## Награды
- Орден Мужества, медаль ордена «За заслуги перед Отечеством» II степени, медали[1].

## Личная жизнь
Был дважды женат. Трое детей от двух браков — сын и две дочери.